# Староселье (Андрушёвский район)
Староселье (укр. Старосілля) — село в Андрушёвском районе Житомирской области Украины.
Код КОАТУУ — 1820388302. Население по переписи 2001 года составляет 410 человек. Почтовый индекс — 13413. Телефонный код — 4136.

## Адрес местного совета
13413, Житомирская область, Андрушёвский р-н, с. Старая Котельня, пл. Ленина, 1